# Ganggrab von Thusbjerg

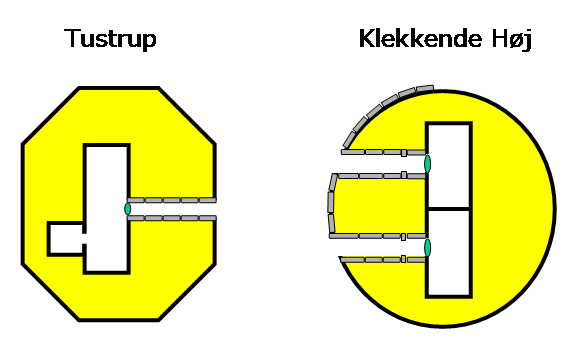
Das Ganggrab von Thusbjerg entspricht dem Bild links

Das 1924 von Gudmund Hatt (1884–1960) entdeckte Ganggrab von Thusbjerg (auch Thorshøj) ist die einzige erhaltene Megalithanlage auf der dänischen Insel Mors. Das Ganggrab (dänisch Jættestue) liegt in Karby, in der Nähe der Ordrup-Mark, im Westen der Insel, am Limfjord in Jütland  in einem Rundhügel, hinter einem alten Bauernhof. Das Ganggrab ist eine Bauform jungsteinzeitlicher Megalithanlagen, die aus einer Kammer und einem baulich abgesetzten, lateralen Gang besteht. Diese Form ist primär in Dänemark, Deutschland und Skandinavien, sowie vereinzelt in Frankreich und den Niederlanden zu finden. Die Megalithanlage der Trichterbecherkultur (TBK) entstand zwischen 3500 und 2800 v. Chr.
Die polygonale, nahezu runde Kammer ähnelt im Grundriss dem Snibhøj westlich von Hobro. Sie wird von neun Trag- und zwei Decksteinen gebildet. 2009 wurde das Ganggrab restauriert, wobei ein Tragstein ersetzt wurde. Im nördlichen Teil der Kammer liegt eine in der Region nicht seltene Seitennische (dänisch Bikammer). Diese Nische ist ein separater Abschnitt der Kammer. Der Boden von Kammer und Gang hatte noch sein ursprüngliches Pflaster aus handgroßen Feuersteinstücken. Im Gang wurden die leicht verbrannten Knochen eines Menschen gefunden. Bei der Aufdeckung des Pflasters fanden die Archäologen heraus, dass im Gang ein Feuer gebrannt hatte. Nach G. Hatts Ausgrabungsbericht wurde der Gang nach der Ausgrabung mit Steinen und Erde aufgefüllt, weil befürchtet wurde, dass er zusammenbrechen könnte.